# Fabio Vacchi
Pour les articles homonymes, voir Vacchi.
 (mai 2025).
La mise en forme du texte ne suit pas les recommandations de Wikipédia : il faut le « wikifier ».
Les points d'amélioration suivants sont les cas les plus fréquents. Le détail des points à revoir est peut-être précisé sur la page de discussion.
- Les titres sont pré-formatés par le logiciel. Ils ne sont ni en capitales, ni en gras.
- Le texte ne doit pas être écrit en capitales (les noms de famille non plus), ni en gras, ni en italique, ni en « petit »…
- Le gras n'est utilisé que pour surligner le titre de l'article dans l'introduction, une seule fois.
- L'italique est rarement utilisé : mots en langue étrangère, titres d'œuvres, noms de bateaux, etc.
- Les citations ne sont pas en italique mais en corps de texte normal. Elles sont entourées par des guillemets français : « et ».
- Les listes à puces sont à éviter, des paragraphes rédigés étant largement préférés. Les tableaux sont à réserver à la présentation de données structurées (résultats, etc.).
- Les appels de note de bas de page (petits chiffres en exposant, introduits par l'outil «  Source ») sont à placer entre la fin de phrase et le point final[comme ça].
- Les liens internes (vers d'autres articles de Wikipédia) sont à choisir avec parcimonie. Créez des liens vers des articles approfondissant le sujet. Les termes génériques sans rapport avec le sujet sont à éviter, ainsi que les répétitions de liens vers un même terme.
- Les liens externes sont à placer uniquement dans une section « Liens externes », à la fin de l'article. Ces liens sont à choisir avec parcimonie suivant les règles définies. Si un lien sert de source à l'article, son insertion dans le texte est à faire par les notes de bas de page.
- La présentation des références doit suivre les conventions bibliographiques. Il est recommandé d'utiliser les modèles {{Ouvrage}}, {{Chapitre}}, {{Article}}, {{Lien web}} et/ou {{Bibliographie}}. Le mode d'édition visuel peut mettre en forme automatiquement les références.
- Insérer une infobox (cadre d'informations à droite) n'est pas obligatoire pour parachever la mise en page.

Pour une aide détaillée, merci de consulter Aide:Wikification.
Si vous pensez que ces points ont été résolus, vous pouvez retirer ce bandeau et améliorer la mise en forme d'un autre article.
 (mai 2025).
 (mai 2025).
Fabio Vacchi (prononcé : [ˈfaːbjo ˈvakki]; né le 19 février 1949 à Bologne) est un compositeur italien. 

## Biographie

### La formation et les débuts
Fabio Vacchi commence ses études au Conservatoire Giovanni Battista Martini de Bologne avec Giacomo Manzoni et Tito Gotti. En 1974, il participe aux cours du Berkshire Music Center à Tanglewood (États-Unis), où il remporte le prix de composition Koussevitzky. En 1976, les Soupirs de Geneviève pour onze instruments à cordes solistes lui valent le Premier prix du concours Gaudeamus, aux Pays-Bas. La Biennale de Venise lui consacre en 1979 et en 1981 deux concerts monographiques.

### Parmi les œuvres de théâtre
- Girotondo (1982, Maggio Musicale Fiorentino)[1],

- Il Viaggio, (1990, Teatro Comunale di Bologna)[2],

- La Station thermale, (1993-95, Opéra National de Lyon[3], Teatro alla Scala[4], Opéra Comique de Paris[5]),

- Les Oiseaux de passage (1998-2001, Opéra National de Lyon, Teatro Comunale di Bologna)[6],

- Il letto della storia (2003, Maggio Musicale Fiorentino)[7],

- La madre del mostro (livret de Michele Serra, 2007, Accademia Chigiana, Siena)[8],

- Teneke (2007, Teatro alla Scala, chef d’orch. R. Abbado, mise en scène E. Olmi, décors A. Pomodoro[9]; choisi pour That's Opera event, à l'occasion du bicentenaire de Ricordi, organisée par Jean-Jacques Nattiez)[10],

- Lo stesso mare (2011, Teatro Petruzzelli, Bari, sur livret de Amos Oz)[11],

- Lo specchio magico[12] (2016, J. Axelroad, Maggio Musicale Fiorentino)[13],

- Madina (2021, Teatro alla Scala, livret de E. de Villepin, pour voix, chœur, orchestre et corps de ballet, avec l’étoile Roberto Bolle)[14],

- Jeanne Dark (2021, da Voltaire, Maggio Musicale Fiorentino)[15]. Parmi les mélologues se démarquent La giusta armonia (2006, Salzburger Festspiele, R. Muti, pour le 250e anniversaire de la naissance de Mozart[16]; 2016, première italienne G. Noseda, Teatro Regio di Torino[17]),

- D’un tratto nel folto del bosco (2010, texte écrit pour cette occasion par Amos Oz et M. Serra, Festival MiTo)[18] également en traduction française,

- Soudain dans la forêt profonde (2013-14, Paris, C. Gibault, Comédie française, Salle Pleyel, CD publié par le Ministère de l'Éducation nationale)[19],

- Veronica Franco, sur la grande poétesse et courtisane vénitienne, proto-féministe qui a vaincu, avec son esprit libre, l'Inquisition du XVIe siècle,

- Eternapoli (2018, pour T. Servillo, S. Carlo de Naples)[20] et

- Beethoven l’Africain (2021, sur des fragments de lettres de prison de N. Mandela, Philharmonie de Paris pour Paris Mozart Orchestra et la Compétition Internationale La Maestra)[21].

### Parmi les compositions instrumentales
L'usgnol in vatta a un fil (1990, The New York Festival of Contemporary Music), 
Briefe Büchners (1997, commande de C. Abbado, Berliner Philharmoniker), 
Luoghi immaginari (1992, joué plusieurs fois, y compris par Daniel Harding à Salzbourg, Mozarteum, ou même au Festival of Italian Contemporary Music à Beijing), 
Dai calanchi di Sabbiuno (1997, transcrit pour orchestre à la demande de C. Abbado, Salzburg Festspiele), 
En Vinternatt (2001, pour la tournée de la Mahler Chamber Orchestra avec Sir Neville Marriner), 
Diario dello sdegno (2002, Filarmonica della Scala, R. Muti), 
Tre Veglie (2000, Salzburger Festspiele, I. Fischer avec Anna Caterina Antonacci), 
Terra comune (2002, commande de L. Berio pour l’inauguration de l’Auditorium de R. Piano, Roma, M. W. Chung), 
Voci di notte (2006, Z. Metha, Maggio Fiorentino), 
Mare che fiumi accoglie (2007, A. Pappano, Roma, Santa Cecilia),  
Prospero o dell’Armonia (2009, R. Chailly, Filarmonica della Scala), 
Tagebuch der Empörung (2011, R. Chailly, Lipsia, Gewandhaus Orchestra), 
Notte italiana (2011, D. Atherton, London Sinfonietta), 
Der Walddämon, (2015, R. Chailly, Lipsia, Gewandhaus Orchestra), 
Vencidos pour baryton et orchestre (2016, Festival Internacional Cervantino, Mexico, pour les célébrations de Cervantes), 
Sonata n.1 per pianoforte (2018, LAC, Lugano), Concerto pour violoncelle (Teatro Petruzzelli de Bari, 2018), 
Concerto pour violon Natura naturans (seconde version, Opera de Budapest et Carnegie Hall de New York, 2018), 
Was Beethoven Africain? (2020, Paris Mozart Orchestra e Philharmonie de Paris, pièce obligatoire pour le Concours International La Maestra), 
Beethoven e la primavera ritrovata (2020, Z. Mehta, Maggio Musicale Fiorentino). Parmi les six quatuors à cordes, le troisième, interprété par le Tokyo Quartet, a remporté le Lully Award de la meilleure nouvelle pièce jouée aux États-Unis en 2003), tandis que le sixième est commandé par le Quartetto di Cremona en 2021.

## Style and poetics
Claudio Abbado définit son écriture comme "complexe et non dérivée, et capable de toucher l'auditeur" et Jean Jacques Natties déclare que sa musique "peut fournir un sens de la direction aux compositeurs de ce nouveau siècle. Merci à Fabio Vacchi de tracer, pour le mélomane comme pour le créateur, un des itinéraires possibles". Également, "la musique de Vacchi se caractérise notamment par sa qualité sonore : fluide, raffinée et chatoyante, subtilement nuancée et évocatrice d'échos et de réverbérations. La rigueur des procédures de composition est liée à un souci de créer un idiome communicatif qui prend en compte la capacité perceptive de l'auditeur".

## Prix et mentions
Koussevitzky Prize in Composition (Tanglewood, USA, 1974); premier prix Concours Gaudeamus (Netherland, 1976); David di Donatello (E. Olmi, Il mestiere delle armi, 2002); Lully Award (USA, 2002); Premio Abbiati de la critique pour la meilleure nouvelle œuvre (2003, Il letto della storia);  Premio Albo d’oro Rdc Awards (Gabrielle di P. Chéreau, 2005); nomination David di Donatello (Cento chiodi di E. Olmi, 2007). 

## Activités
En 2014, premier italien à qui MiTo Festival dédie une monographie. En 2015 il dirige l’Opéra en création Atelier au Festival de Aix-en-Provence, où, en 2014 et 2015 sont exécutés quelques morceaux de ses œuvres parmi lesquelles Dai calanchi di Sabbiuno dirigée par P. Järvi dans un concert dédié à la mémoire de P. Chereau. Il donne un cours de perfectionnement à l’école de Musique de Fiesole. Il est membre de l’Accademia Filarmonica Bolognese et de l’Accademia Nazionale de Santa Cecilia. Il était au Théâtre Petruzzelli de Bari (2011-18) et il est compositeur en résidence à Milan, pour l’Orchestra laVerdi.

## Discographie
| Titre | Solistes                                                                | Orchestre / Ensemble                                                                 | Chefs d'orchestre               | Année | Label                                                     |
| --- | ----------------------------------------------------------------------- | ------------------------------------------------------------------------------------ | ------------------------------- | ----- | --------------------------------------------------------- |
| Luoghi immaginari                                                                                          | Marco Lazzara                                                           | EnsembleMusica20                                                                     | Guido Guida, Mauro Bonifacio    | 1996  | BMG Ricordi CRMCD 1043                                    |
| Suite in "2xMöller"                                                                                        |                                                                         | Duo2xM                                                                               |                                 | 1996  | Nosag CD 054                                              |
| La station thermale                                                                                        | Cécile Besnard, Christophe Lacassagne, Pomone Epoméo, Catherine Renerte | Orchestre de l'Opéra de Lyon                                                         | Claire Gibault                  | 1998  | BMG Ricordi 74321356142 (2 CD)                            |
| Wanderer Oktett – Dionysos                                                                                 | -                                                                       | Orchestra Sinfonica Siciliana, Contempoartensemble, Agon Acustica Informatica Musica | Emilio Pomarico, Mauro Ceccanti | 2000  | Stradivarius STR 33597                                    |
| Dai Calanchi di Sabbiuno, La prima figura da sinistra in "Musiche per Pellizza da Volpedo"                 |                                                                         |                                                                                      |                                 | 2000  | Nuova ERA 7351                                            |
| Brani da "La station thermale" in "BMG Editions Classical Series Vol 3 - Opera"                            |                                                                         |                                                                                      |                                 | 2003  | BMG PUB035                                                |
| Movimento di quartetto dans "Quartetti per archi: Schubert, Vacchi, Ligeti"                                | -                                                                       | Quartetto Savinio                                                                    | -                               | 2004  | Paragon, CD joint à la revue Amadeus, juin 2004 SMF 001-2 |
| Gabrielle                                                                                                  | Raina Kabaivanska, Pavel Vernikov                                       | Orchestra Sinfonica di Milano "G.Verdi"                                              | Claire Gibault                  | 2005  | Sony BMG 82876730902                                      |
| Quintetto in "Rotte sonore"                                                                                | -                                                                       | Dedalo Ensemble                                                                      | Vittorio Parisi                 | 2007  | Stradivarius STR 33747                                    |
| Mignon (Über die Sehnsucht) in "La voce contemporanea in Italia vol.3"                                     | Tiziana Scandaletti, Riccardo Piacentini                                | -                                                                                    | -                               | 2007  | Stradivarius STR 33769                                    |
| Luoghi immaginari                                                                                          | Marco Lazzara                                                           | EnsembleMusica20, Orchestra Sinfonica Siciliana                                      | Guido Guida, Mauro Bonifacio    | 2007  | Stradivarius STR 57005                                    |
| Gli indifferenti di Moravia. Letto da Toni Servillo.                                                       |                                                                         | Toni Servillo                                                                        |                                 | 2007  | Bompiani (ISBN 8845259633) con 6 cd audio                 |
| Risonanze #2. Catalogo della mostra (Roma: Accademia Nazionale di Santa Cecilia, 9 maggio-15 giugno 2008). |                                                                         |                                                                                      |                                 | 2008  | Silvana (ISBN 88-366-1140-0) con cd audio                 |
| String quartets                                                                                            |                                                                         | Quartetto di Cremona                                                                 |                                 | 2011  | Decca 476 4377                                            |
| Aria di Nadia ne "La voce contemporanea in Italia vol. 5"                                                  |                                                                         | Duo Alterno                                                                          |                                 | 2011  | Stradivarius STR 33895                                    |